# الغسانية (الرقة)
الغسانية قرية سورية تتبع ناحية الكرامة في منطقة مركز الرقة في محافظة الرقة. بلغ عدد سكانها 347 نسمة في عام 2004 حسب إحصاء المكتب المركزي للإحصاء.